# مسجد عثمانية
مسجد عثمانية (باليونانية: Τζαμί Οσμανιγιέ)‏، (بالتركية: Osmaniye Camii)‏، يُطلق عليه أيضًا محليًا مسجد فرانجو ماشالا (Τζαμί του Φραγκομαχαλά، أي "مسجد الحي الفرنجي"): هو أحد المساجد الثلاثة المتبقية في خيوس (جزيرة)، اليونان، يقع داخل منطقة القلعة القديمة في خيوس (مدينة)، التي كانت الحي الرئيسي للمجتمع التركي في الجزيرة.

## التاريخ
بدأ بناء المسجد في 1891 بأمر من عبد الحميد الثاني، عندما كانت خيوس (مدينة) بمثابة عاصمة ولاية الأرخبيل. تم الانتهاء من البناء في 1892. يذكر النقش الرخامي الكتاب kitâbe فوق باب المسجد هذه المعلومة. تم إعداده من قبل الفنان التركي فيضي.

## أسلوب البناء
المسجد له قاعة صلاة رئيسية مستطيلة الشكل بمساحة 8×10 مساحة 8x8 م. المئذنة ذات شكل مثمن، وتقع في الزاوية الشمالية الشرقية للمسجد. بالإضافة إلى ذلك، يوجد مبنى تركي تاريخي متصل بالمئذنة وهو عبارة عن مبنى خارجي للمسجد كان يحتوي على غرف خدمات أثناء الحكم التركي.
تم بناء مسجد عثمانية في نفس الفترة مع مسجد تركي آخر، وهو مسجد حميدية في خيوس ويظهر تشابهاً في الأسلوب المعماري.

## أنظر أيضا
- الإسلام في اليونان
- قائمة المساجد السابقة في اليونان
- قائمة مساجد اليونان
- اليونان العثمانية